# 세티프 겔마 학살
세티프와 겔마 학살 (세티프, 겔마, 케라타 학살 또는 1945년 5월 8일 학살)은 1945년 5월과 6월, 프랑스령 알제리의 세티프와 겔마 주변 도시에서 프랑스 식민 당국과 피에누아르 유럽 정착민 민병대가 알제리 민간인을 상대로 저지른 일련의 학살 사건이었다.
1945년 5월 8일 세티프에서 시위 중이던 시위대에게 프랑스 경찰이 발포하자, 알제리 원주민들은 도시에서 폭동을 일으켜 주변 시골의 프랑스 정착민(식민주의자)을 공격하여 102명을 살해했다. 프랑스 식민 당국과 유럽 정착민들은 이에 대한 보복으로 그 지역에서 수천 명의 알제리 무슬림을 살해했으며, 추정치는 크게 다르다. 프랑스 당국이 처음에 추정한 사망자는 1,020명이었고, 현재 알제리 정부는 45,000명이 사망했다고 추정한다. 역사가들의 추정치는 3,000명에서 30,000명 사이의 알제리 무슬림이 살해되었다고 한다. 이 학살은 프랑스-알제리 관계의 전환점이 되었고, 궁극적으로 1954년부터 1962년까지의 알제리 전쟁으로 이어졌다.

## 배경
반식민주의 운동은 메살리 하지와 페르하트 아바스의 지도 아래 제2차 세계 대전 이전에 공식화되고 조직되기 시작했다. 그러나 알제리의 전쟁 참전은 알제리 민족주의의 부상을 촉발시켰다.
알제는 1943년부터 자유 프랑스의 수도 역할을 했으며, 이는 많은 알제리 무슬림 민족주의자들에게 독립에 대한 희망을 주었다. 1943년, 페르하트 아바스는 알제리인들이 프랑스와 연관된 헌법과 국가를 가질 권리를 주장하는 선언문을 발표했다. 프랑스의 반응 부족은 "마니페스트와 자유의 친구들"(AML)의 창설로 이어졌고, 결국 민족주의의 부상을 초래했다.
수십만 명의 알제리인들이 자신들의 권리를 요구하며 여러 도시에서 시위에 참여했다. 아랍 민족주의의 부상 외에 당시 요인으로는 유럽 정착민들이 소수였던 시골 콩스탕틴주에 광범위한 가뭄과 기근이 있었다. 예를 들어, 겔마시에는 4,000명의 정착민과 16,500명의 무슬림 알제리인이 있었다.
1945년 4월, 고조되는 인종 간 긴장으로 인해 고위 프랑스 관료가 겔마에 무장 정착민 민병대 창설을 제안했다. 유럽에서 제2차 세계 대전이 끝나자, 5,000명의 시위대가 알제리 북부 도시 세티프 거리로 나와 프랑스 행정부에 새로운 독립 요구를 압박했다.

## 사건

### 초기 시위 및 살해

1945년 알제리 민족주의자들의 깃발

최초의 발생은 같은 날인 1945년 5월 8일 아침에 일어났으며, 그날 나치 독일은 항복했다. 약 5,000명의 무슬림이 승리를 축하하기 위해 세티프에서 행진했다. 일부는 식민지 통치를 비판하는 현수막을 들고 있었다. 행진대와 지역 프랑스 국가 헌병대 사이에서 충돌이 발생했으며, 헌병대가 현수막을 빼앗으려 했다.
누가 먼저 총을 발사했는지에 대한 불확실성이 있지만, 시위대와 경찰 모두 총에 맞았다. 세티프에서 온 소식은 가난하고 민족주의적인 시골 인구를 자극했고, 세티프 시골(케라타, 셰브뢰유)에서 알제리인들의 피에누아르 공격으로 이어졌다. 공격은 자발적이었고 농업 도구, 날카로운 무기 및 사냥총을 사용하는 가벼운 무장 그룹에 의해 수행되었다. 이 공격으로 유럽 식민지 정착민 90명이 사망하고 100명이 부상당했다. 인근 도시 겔마에서 알제리 인민당 활동가들의 작고 평화로운 시위는 그날 저녁 식민지 경찰에 의해 폭력적으로 진압되었고, 겔마 주변 시골에서 12명의 정착민이 추가로 사망했다. 정착민에 대한 공격은 5월 12일까지 계속되었다.

### 세티프에서의 프랑스 탄압
5일간의 혼란 끝에 프랑스 식민지 군대와 경찰은 반란을 진압했다. 파리의 지시에 따라, 그들은 프랑스 식민지 정착민에 대한 공격에 대한 보복으로 무슬림 민간인에 대해 일련의 보복 조치를 취했다. 프랑스 외인부대, 모로코 및 세네갈군을 포함한 군대는 연루된 것으로 의심되는 알제리 무슬림 시골 공동체를 "정리(ratissage)"하는 과정에서 즉결처형을 자행했다. 접근하기 어려운 메츠타(무슬림 마을)는 5월 9일부터 19일 사이에 프랑스 항공기에 의해 폭격당했다. 12대의 SBD 돈틀리스 급강하 폭격기와 12대의 마틴 B-26 마라우더가 수십 차례 출격하여 41톤의 폭탄을 투하했다. 부지 만 해안에 정박해 있던 순양함 뒤게-트루앵은 5월 10일과 11일에 아오카스에 10차례 포격을 가했다. 피에누아르 자경단은 지역 감옥에서 끌어낸 죄수들을 린치했다. 그들은 군대가 명령한 흰색 완장을 착용하지 않은 무슬림을 무작위로 총살했다. 대다수의 무슬림 희생자들이 원래의 폭동에 연루되지 않았다는 것은 확실하다.

### 겔마에서의 프랑스 탄압
겔마 지역의 프랑스 탄압은 세티프와 달랐는데, 겔마에서는 피에누아르 12명만이 시골에서 사망했지만, 알제리 민간인에 대한 공식 및 민병대의 공격은 6월 26일까지 몇 주 동안 지속되었다. 콘스탄틴의 지사 레스트라드-카르보넬은 유럽 정착민 민병대 창설을 지지했고, 겔마의 부지사 앙드레 아키아리는 비무장 민간인에 대한 정착민 자경단의 폭력을 조장하고 민족주의 활동가의 식별 및 살해를 용이하게 하기 위한 비공식 사법 시스템(공공 안전 위원회)을 만들었다. 그는 또한 경찰 및 군 정보 기관에 정착민 민병대를 지원하도록 지시했다. 도시와 시골 지역에서 살해된 무슬림 희생자들은 케프-엘-붐바와 같은 곳에 대규모 무덤에 묻혔다. 이후 관리들은 시신을 발굴하여 엘리아폴리스에서 대량으로 불태웠다.

## 희생자
사망자 수는 크게 차이가 난다. 학살 직후 프랑스 당국이 투베르 보고서에서 제시한 공식 수치는 1,020명이었고, 카이로 라디오는 학살 당시 45,000명의 알제리 무슬림이 살해되었다고 추정했다. 또한, 투베르 보고서는 프랑스 정착민 102명이 사망하고 폭도들에 의해 알제리 무슬림 900명이 살해되었다고 추정했다.
프랑스 역사가 샤를 로베르 아제롱은 이 학살로 5,000명에서 6,000명이 사망한 것으로 추정한다. 프랑스 역사가 모리스 페브르, 프랑수아 코셰, 기 페르빌, 로저 베티아르는 사망자 수를 3,000명에서 8,000명 사이로 추정했다. 장-피에르 페이루루는 연합군 통계와 역사가 마르셀 레귀의 증언을 종합하여 세티프-케라타-베자이아 지역에서 5,000명에서 6,000명, 겔마에서 1,500명에서 2,000명이 사망했으며, 수천 명이 부상당했고 이 중 상당수는 후에 부상으로 사망한 것으로 결론 내렸다. 그는 역사가 장-루이 플랑슈의 20,000명에서 30,000명 사망 추정치는 너무 높지만, 알제리 민족주의자 페르하트 아바스가 제시한 15,000명에서 20,000명 사망 추정치는 그럴듯하다고 덧붙였다. 페이루루는 북아프리카 주둔 영국군 참모본부가 제시한 6,000명 사망, 14,000명 부상 추정치를 언급했다. 현재 알제리 정부는 45,000명이 사망했다고 추정한다.
영국 역사가 앨리스터 혼에 따르면, 역사가들의 합의에 의해 알제리인 사망자는 6,000명으로 확정되었다고 한다.
무슬림 알제리인 희생자들의 신원은 세티프와 겔마에서 달랐다. 세티프 외곽 시골 지역에서는 일부 희생자가 봉기에 참여한 민족주의자였지만, 대다수는 단순히 같은 지역에 거주했던 무관한 민간인이었다. 그러나 겔마에서는 프랑스 정착민 자경단이 민족주의 활동가들을 specificallyly 표적으로 삼았다. 대부분의 희생자는 남성이었으며(겔마 남성 중 13%가 살해됨), AML, 무슬림 스카우트 또는 지역 CGT의 회원이었다.
군사적 탄압 이후, 프랑스 행정부는 4,560명의 무슬림을 체포했고, 이 중 99명은 사형을 선고받았다. 22건의 사형이 집행되었다.

## 유산

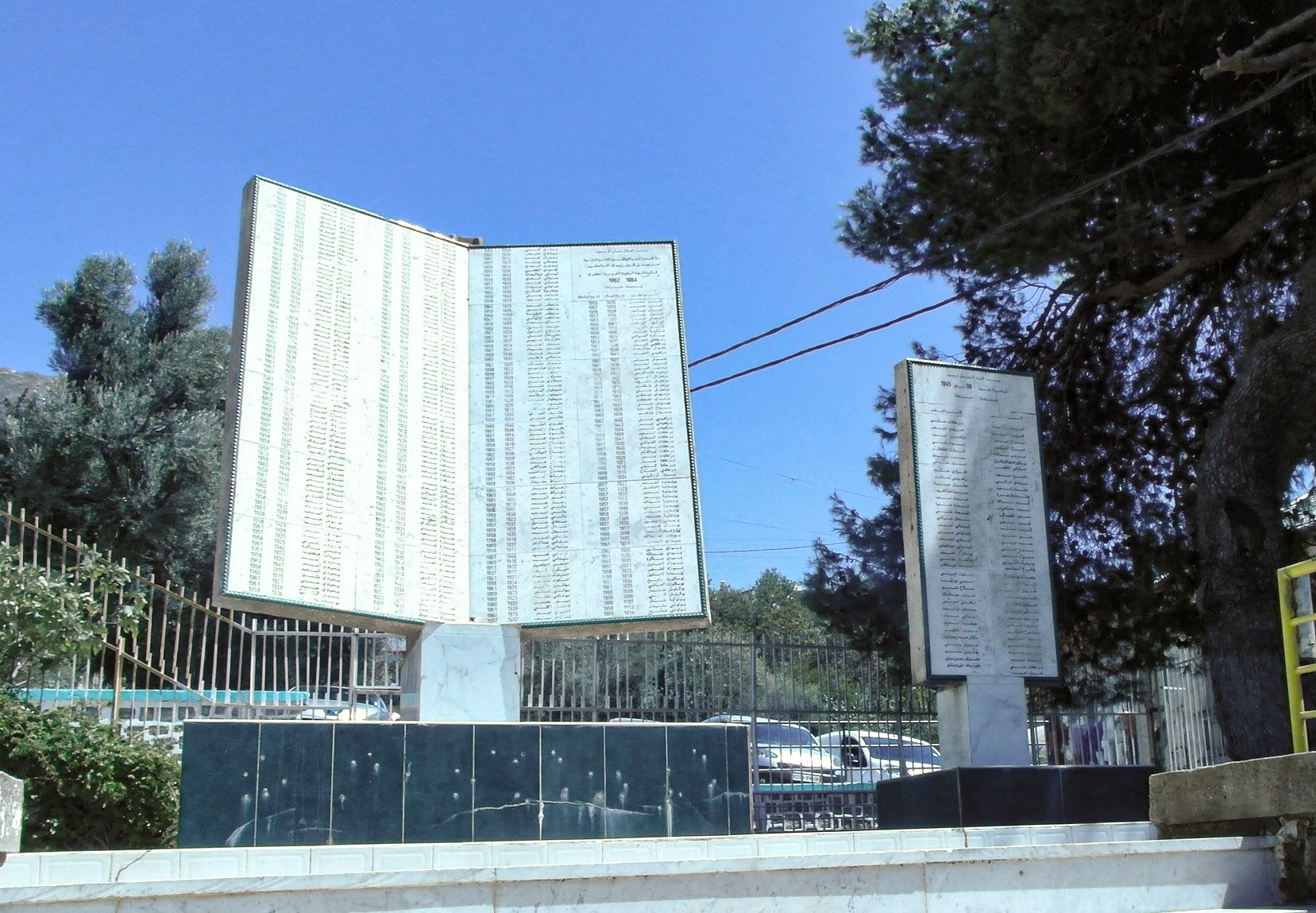
케라타(베자이아)의 1945년 5월 8일 학살 희생자들을 추모하기 위해 세워진 기념비

세티프 사건과 그에 따른 탄압은 프랑스가 1830년 알제리를 식민지화한 이래 명목상 통치 아래 있던 무슬림 인구와 프랑스 간의 관계에 전환점을 마련했다. 세티프 학살의 세부 사항은 프랑스 본토에서는 대체로 간과되었지만, 알제리 무슬림 인구, 특히 유럽 전쟁에서 돌아온 프랑스군 무슬림 참전 용사들에게는 외상으로 남았다. 그들은 자신들의 봉사가 알제리에서의 권리와 지위를 향상시킬 것이라고 기대했다.
9년 후, 알제리에서는 일반 봉기가 시작되어 1962년 3월 에비앙 협정 체결과 함께 프랑스로부터 독립하게 되었다. 1945년 학살은 1960년까지 프랑스에서 검열되었다.

### 알제리에서의 유산
헨리 마틴 장군에게 보낸 비밀 보고서에서, 학살을 지휘한 책임 장교인 프랑스군 레몽 뒤발 장군은 자신이 식민지 정부에게 시간을 벌어주었지만, 알제리 민족주의자들을 억압하기 위해 무력을 계속 사용할 수는 없다고 경고했다. 그는 즉시 개혁을 단행할 것을 조언했다. 개혁이 이루어지지 않으면 알제리인들이 미래에 봉기할 것이며, 다음번에는 승리할 수도 있다고 뒤발은 경고했다.
"나는 당신들에게 10년간의 평화를 확보했습니다. 프랑스가 아무것도 하지 않는다면, 이 모든 일이 다시 일어날 것이며, 다음번에는 더 나빠지고 되돌릴 수 없게 될 수도 있습니다."
1954년부터 1988년까지 세티프와 겔마 학살은 알제리에서 기념되었지만, 이는 알제리 독립 전쟁의 시작인 1954년 11월 1일에 비해 상대적으로 작은 사건으로 간주되었다. 이는 일당 독재 체제를 합법화했다. 반군이자 국가 구성원으로서 FLN은 1945년 5월의 중요성을 강조하고 싶지 않았다. 이는 메살리 하지의 알제리 민족 운동과 같이 FLN에 반대하는 다른 민족주의 흐름이 있음을 인정하는 것을 수반했을 것이다.
1988년 민주화 운동과 함께 알제리인들은 정권 자체가 의문시되면서 정권이 말해준 역사와는 다른 역사를 "재발견"했다. 1945년 5월 학살에 대한 연구가 수행되었고, 이 사건을 기억하기 위한 추모 벽이 세워졌다. 리아민 제루알과 압델라지즈 부테플리카의 대통령직과 1945년 5월 8일 재단은 프랑스의 "식민주의 대량학살"의 결과에 대해 논의하기 위한 정치적 도구로 학살의 기억을 사용하기 시작했다.

### 의미론적 논쟁: 대량학살, 학살 또는 정치학살
사건을 언급하는 데 사용되는 단어는 종종 기념적인 의미를 지니거나 정치적 목적으로 선택된다. 역사적 연구와 저술은 이제 1945년 5월의 무슬림 알제리인 희생자들에게 학살이라는 단어를 적용한다. 이 단어는 1940년대 프랑스의 선전에서 102명의 유럽 식민지 정착민 희생자를 지칭하기 위해 처음 사용되었으며, 이는 프랑스의 탄압을 정당화하기 위한 것으로 보인다.
예를 들어 부테플리카가 사용한 대량학살이라는 단어는 겔마 사건에는 적용되지 않는데, 그곳의 알제리 희생자들은 민족주의 활동으로 인해 표적이 되었다고 보고되었기 때문이다. 바바라 하프와 테드 R. 구르는 따라서 겔마 학살을 정치학살로 분류한다.
자크 세믈린에 따르면, 학살이라는 용어는 정의가 논쟁 중인 사건을 연구하는 데 있어 역사가들에게 더 유용한 방법론적 도구이다.

### 현대 알제리-프랑스 관계에 미치는 영향

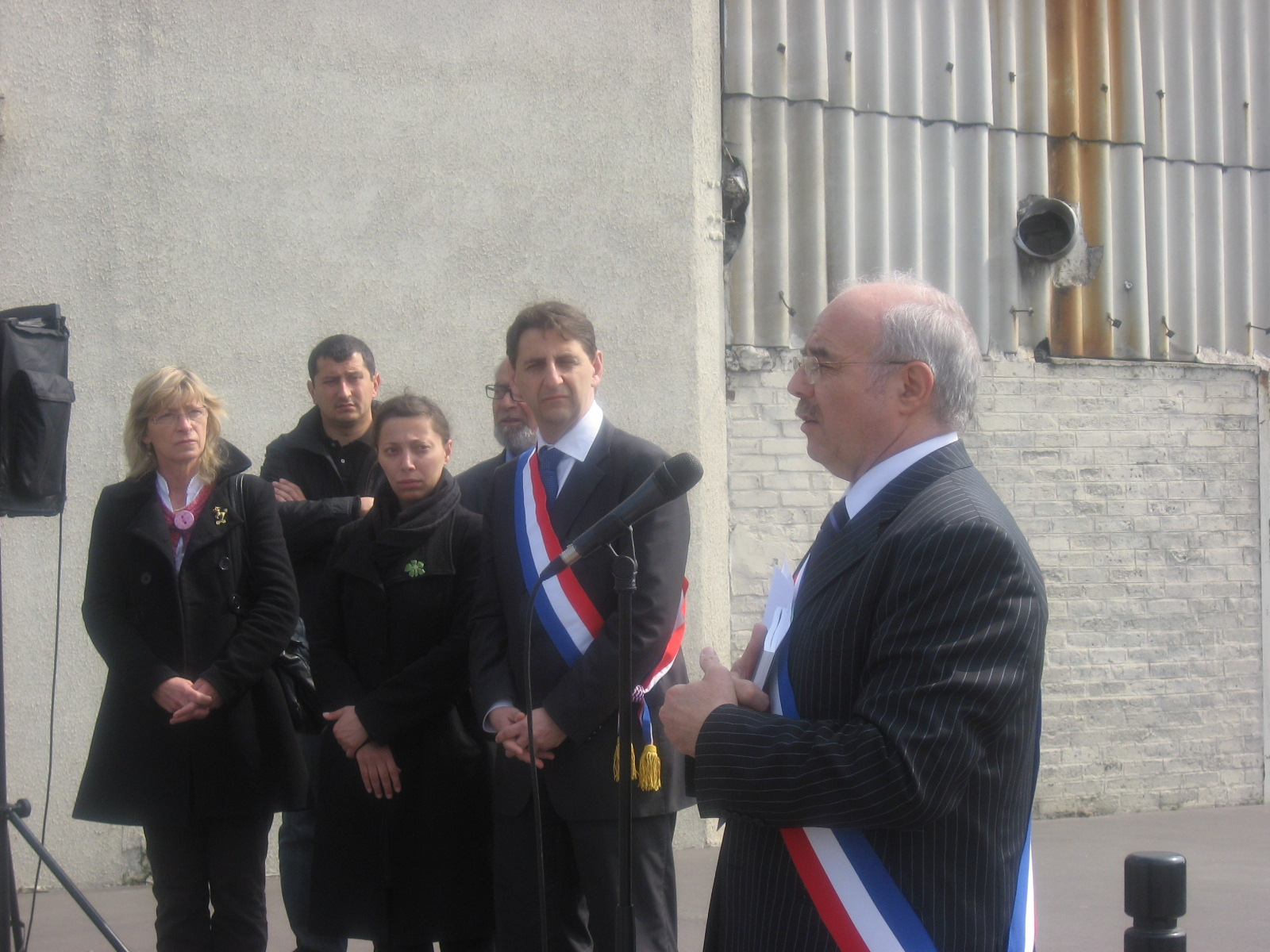
2010년 5월 9일 오베르빌리에에서 열린 세티프 학살 희생자 추모식에 참석한 프랑스 관리들

2005년 2월, 알제리 주재 프랑스 대사 위베르 콜랭 드 베르디에르는 학살에 대해 공식적으로 사과하며 이를 "변명의 여지가 없는 비극"이라고 불렀다. 그의 성명은 "프랑스 국가가 학살에 대해 가장 명시적으로 언급한 것"으로 묘사되었다.
2017년 프랑스 대선 후보 에마뉘엘 마크롱은 식민주의를 "인도에 반한 범죄"로 간주했다. 2020년 5월 8일, 알제리 대통령 압델마지드 테분은 학살 75주년을 맞아 이 날을 기념하기로 결정했다.

## 대중문화
전쟁 영화가 인기 있는 알제리 영화 산업은 이 학살을 여러 번 다루었다. 라시드 부샤렙 감독의 무법자가 2010년 칸 영화제에서 최우수 작품상 후보에 올랐을 때, 프랑스 피에누아르, 하르키, 참전 용사들은 이 영화가 현실을 왜곡한다고 비난하며 프랑스 극장에서 상영되는 것에 반대 시위를 벌였다.
학살을 다룬 자파르 가셈 감독의 2021년 영화 엘리아폴리스는 제94회 아카데미상에서 최우수 국제 영화상 알제리 출품작으로 선정되었다.

## 같이 보기
- 1961년 파리 학살
- 알제리 학살 목록
- 무법자 (2010년 영화)
- 레반트 위기
- 티아루아 학살, 1944
- 암리차르 학살, 1919
- 제1차 세계 대전 이후 아프리카계 미국인 참전용사 린치

## 내용주
1. ↑  프랑스어: Massacres de Sétif et Guelma; 아랍어: مجزرة سطيف و قالمة
2. ↑  프랑스어: Massacres de Sétif, Guelma et Kherrata
3. ↑  아랍어: مجازر 8 مايو 1945

## 참고 문헌
- 쿠리에르, 이브, La guerre d'Algérie, tome 1 (Les fils de la Toussaint), 파야르, 파리 1969, ISBN 2-213-61118-1.
- 혼, 앨리스터, A Savage War of Peace: Algeria 1954–1962, 뉴욕 1978, 바이킹 프레스, ISBN 0-670-61964-7.
- 허시, 앤드류, "The French Intifada: The Long War between France and Its Arabs", 런던 2014, 그런타 ISBN 978-184708-259-6.
- 플랑슈, 장 루이, Sétif 1945, histoire d'un massacre annoncé, 페랭, 파리 2006, ISBN 2262024332.
- 발레, 외젠, Un drame algérien. La vérité sur les émeutes de mai 1945, 에드. 그랑드 에디시옹 프랑세즈, 1948, OCLC 458334748.
- 베티아르, 로저, Sétif. Mai 1945. Massacres en Algérie, 에드. 드 파리, 2008, ISBN 978-2-85162-213-6.
- 《Afro-Asian Peoples Solidarity Conference》, 모스크바: Foreign Languages Publishing House, 1958